# Deisenhausen
Deisenhausen er en kommune i Landkreis Günzburg i Regierungsbezirk Schwaben i den tyske delstat Bayern. Den er en del af Verwaltungsgemeinschaft Krumbach.

## Geografi
Deisenhausen ligger i Region Donau-Iller, ved floden Günz.
Ud over Deisenhausen er der i kommunen landsbyerne Oberbleichen og Unterbleichen.